# Орм Сторолфссон
Орм Сторолфссон (ісл. Orm Storolfsson, нар. Ісландія) — легендарний ісландський стронгмен, про якого оповідається в Давньоісландських сагах. Визнання отримав завдяки своїй надзвичайній силі. Як розповідає легенда, він зміг пройти три кроки зі щоглою корабля Ormrinn Langi, що важила понад 650 кілограм та мала довжину понад 10 метрів, після чого в нього не витримала спина.
31 січня 2015 його рекорд, що був непорушним близько 1000 років, відійшов у минуле: молодий ісландський стронгмен Хафтор Юліус Бйорнсон, переможець змагання Найсильніша Людина Ісландії 2014 зміг пронести вантаж вагою 650 кілограм та довжиною близько 9,8 метрів п'ять кроків.